# Кіноколо (4-та церемонія вручення)
4-та церемонія вручення Національної премії кінокритиків «Кіноколо» за досягнення українського кінематографа та діячів кіноіндустрії відбулася 21 жовтня 2021 року в Києві перед відкриттям кінофестивалю «Київський тиждень критики» в кінотеатрі «Жовтень».

## Фільми з кількома номінаціями та нагородами
| Номінації | Фільм                          | Нагороди |
| --------- | ------------------------------ | -------- |
| 5         | «Стоп-Земля»                   | 5        |
| 4         | «Носоріг»                      | 0        |
| 3         | «Королі репу»                  | 0        |
| 3         | «Сторонній»                    | 0        |
| 2         | «Цей дощ ніколи не скінчиться» | 1        |
| 2         | «Я працюю на цвинтарі»         | 1        |
| 2         | «Із зав'язаними очима»         | 0        |
| 2         | «Рози. Фільм-кабаре»           | 0        |
| 1         | «Непотрібні речі»              | 1        |
| 1         | «Папині кросівки»              | 1        |
| 1         | «20-11-7.mp4»                  | 0        |
| 1         | «Leopolis Night»               | 0        |
| 1         | «Papier-mâché»                 | 0        |
| 1         | «Біжи, Таню, біжи»             | 0        |
| 1         | «Глибока вода»                 | 0        |
| 1         | «Земля Івана»                  | 0        |
| 1         | «Мати Апостолів»               | 0        |
| 1         | «Національний музей»           | 0        |
| 1         | «Тигр блукає поруч»            | 0        |

## Список переможців та номінантів
★Переможців виділено окремим кольором
| Найкращий повнометражний ігровий фільм   | ★«Стоп-Земля» — реж. Катерина Горностай, прод. Віталій Шереметьєв, Віка Хоменко, Наталія Лібет, Ольга Бесхмельниціна                                                   |
| Найкращий повнометражний ігровий фільм   | «Королі репу» — реж. Мирослав Латик, прод. Юрій Мінзянов, Дмитро Мінзянов, Влад Ряшин                                                                                  |
| Найкращий повнометражний ігровий фільм   | «Носоріг» — реж. Олег Сенцов, прод. Денис Іванов, Олег Сенцов, Даріуш Яблонський                                                                                       |
| Найкращий повнометражний ігровий фільм   | «Сторонній» — реж. Дмитро Томашпольский, прод. Олена Дем’яненко |
| Найкращий короткометражний ігровий фільм | ★«Папині кросівки» — реж. Ольга Журба, прод. Максим Асадчий, Сашко Чубко                                                                                               |
| Найкращий короткометражний ігровий фільм | «Біжи, Таню, біжи» — реж. реж. і прод. Софія Поліщук |
| Найкращий короткометражний ігровий фільм | «Leopolis Night» — реж. Нікон Романченко, прод. Нікон Романченко, Катерина Горностай                                                                                   |
| Найкращий короткометражний ігровий фільм | «20-11-7.mp4» — реж. Аліна Панасенко, прод. Філіп Сотниченко |
| Найкращий документальний фільм           | ★«Цей дощ ніколи не скінчиться» — реж. Аліна Горлова, прод. Максим Наконечний                                                                                          |
| Найкращий документальний фільм           | «Земля Івана» — реж. Андрій Лисецький, прод. Геннадій Кофман, Ольга Бесхмельниціна                                                                                     |
| Найкращий документальний фільм           | «Національний музей» — реж. Андрій Загданський, прод. Геннадій Кофман                                                                                                  |
| Найкращий документальний фільм           | «Рози. Фільм-кабаре» — реж. Ірена Стеценко, прод. Олександра Кравченко, Олег Соснов                                                                                    |
| Найкращий анімаційний фільм              | ★«Непотрібні речі» — реж. Дмитро Лісенбарт, прод. Віталій Хало |
| Найкращий анімаційний фільм              | «Глибока вода» — реж. Анна Дудко, прод. Олена Голубєва, Ксенія Єфанова                                                                                                 |
| Найкращий анімаційний фільм              | «Тигр блукає поруч» — реж. Анастасія Фалілеєва, прод. Михаль Маргуліс                                                                                                  |
| Найкращий анімаційний фільм              | «Papier-mâché» — реж. Анастасія Фалілеєва, прод. Михаль Маргуліс |
| Відкриття року                           | ★«Стоп-Земля» — реж. Катерина Горностай |
| Відкриття року                           | «Із зав'язаними очима» — реж. Тарас Дронь |
| Відкриття року                           | «Рози. Фільм-кабаре» — реж. Ірена Стеценко |
| Відкриття року                           | «Я працюю на цвинтарі» — реж. Олексій Тараненко |
| Найкращий режисер                        | ★Катерина Горностай — «Стоп-Земля» |
| Найкращий режисер                        | Аліна Горлова — «Цей дощ ніколи не скінчиться» |
| Найкращий режисер                        | Олег Сенцов — «Носоріг» |
| Найкращий режисер                        | Дмитро Томашпольский — «Сторонній» |
| Найкращий актор                          | ★Віталій Салій — «Я працюю на цвинтарі» |
| Найкращий актор                          | Михайло Дзюба — «Королі репу» |
| Найкращий актор                          | Роман Луцький — «Безславні кріпаки» |
| Найкращий актор                          | Сергій Філімонов — «Носоріг» |
| Найкраща акторка                         | ★Марія Федорченко — «Стоп-Земля» |
| Найкраща акторка                         | Ірма Вітовська — «Між нами» |
| Найкраща акторка                         | Марина Кошкіна — «Із зав'язаними очима» |
| Найкраща акторка                         | Наталія Половинка — «Мати Апостолів» |
| Найкращий сценарій                       | ★Катерина Горностай — «Стоп-Земля» |
| Найкращий сценарій                       | Мирослав Латик, Олексій Комаровський, Роман Магрук — «Королі репу» |
| Найкращий сценарій                       | Олег Сенцов — «Носоріг» |
| Найкращий сценарій                       | Дмитро Томашпольский — «Сторонній» |
| За досягнення                            | ★Денис Буданов – цифрова архівація національного кінопроцессу: представлення вітчизняних стрічок, кінофестивалів, кінокритичних публікацій у головних кінобазах мережі |
| За досягнення                            | Наріман Алієв – серія подкастів «Мінкультпривіт», другий сезон |
| За досягнення                            | Андрій Алферов – «Польоти уві сні та наяву. Виставка» |
| За досягнення                            | Станіслав Битюцький, Арсеній Князьков, Станіслав Мензелевський, Анна Онуфрієнко, Олександр Телюк (Довженко-Центр) – «Рейтинг 100 кращих українських фільмів в історії» |